# مهدی موسوی (بازیکن هندبال)
مهدی موسوی (زادهٔ ‎۲۰ فروردین ۱۳۶۸) بازیکن سابق و مربی هندبال اهل ایران است. وی سابقه عضویت در تیم‌های هپکو، نفت و گاز گچساران و زغال سنگ طبس را در کارنامه دارد.